# 森下元之
森下 元之（もりした もとゆき）は、日本の造園系地方公務員。

## 来歴
大阪市役所に在職し、公園局、花と緑の推進本部長、ゆとりとみどり振興局緑化総括技監といった部署・役職を経験する。
平成16・17年度の日本造園学会関西支部長も務めた。
2003年に第25回日本公園緑地協会北村賞を、「難波宮跡公園化の事業推進」で平成16年度日本造園学会賞を それぞれ受賞している。